# North American Aviation T-6 Texan
Denne side handler om træningsflyet fra 1930'erne. For den moderne turboprop træner, se Beechcraft T-6 Texan II.
North American Aviation T-6 Texan er et enmotors avanceret træningsfly som blev benyttet til at træne piloter fra United States Army Air Forces (USAAF), United States Navy, Royal Air Force, og andre luftvåben fra det Britiske Commonwealth under 2. verdenskrig og indtil 1970'erne.
Efter krigen, fra 1946 - 1959, blev typen benyttet af Flyvevåbnet.
T-6 er designet af North American Aviation, og er kendt under adskillige designationer, afhængigt af model og den militære enhed der benyttede flyet. United States Army Air Corps (USAAC) og USAAF kaldte flyet AT-6, United States Navy brugte navnet SNJ, og stort set alle brugere uden for USA kendte flyet som Harvard. Efter 1962 kaldte alle enheder fra USA flyet T-6.
Flyet er vedvarende populært, både i statiske udstillinger og demonstreret ved flyveshows. Flyet har ofte været brugt som skuespiller, og har optrådt som forskellige japanske fly, bl.a. Mitsubishi A6M Zero i film der beskriver Stillehavskrigen 1941 - 1945.

## Udvikling og produktion
T-6 var en videreudvikling af North American NA-16 prototypen, som først fløj 1. April 1935. Flystellet havde først fast understel og åbent cockpit - senere fik den et lukket - og blev modificeret til version NA-26.
- NA-26 blev i produktionsversionen kaldt BC-1. 180 stk. blev leveret til USAAC. De havde optrækkeligt halehjulsunderstel, var forberedt for at bære våben, med radio og 550-hk (410 kW) R-1340-47 motoren som standardudstyr. US Navy modtog 16 modificerede fly, designeret SNJ-1, og yderligere 61 stk. under navnet SNJ-2 - disse havde en anden motor. 400 stk. blev leveret til RAF som Harvard I.

- NA-36 produktionsversionerne blev også kaldt BC-1 og havde kun små modifikationer (177 stk. bygget), 30 stk. af disse blev modificeret til BC-1I instrumentflyvnings trænere.

- NA-55 blev til BC-1A med et revideret stel (92 stk. bygget); og en enkelt BC-1B med en modificeret center-sektion i vingen.

Tre stk. BC-2 nåede at blive bygget før flyet blev omdøbt til "avanceret træner" og kaldt AT-6 - som i øvrigt var identisk med BC-1A. Forskellene mellem AT-6 og BC-1 var en ændret ydervinge med en fremadbøjet bagkant, mere firkantede vingetipper og et næsten trekantet sideror, som gav Texan sin klassiske silhuet. Efter en ændring af det bageste af hood'en, blev AT-6 kaldt Harvard II for RAF/RCAF ordrer, og 1,173 stk. blev enten indkøbt eller leveret via Lend-Lease. De fleste af disse fly gjorde tjeneste ved pilotuddannelsen i Canada.
- NA-77 designet var forsynet med en Pratt & Whitney R-1340-49 Wasp stjernemotor. USAAF modtog 1,549 stk. som AT-6A og US Navy 270 stk. som SNJ-3.

AT-6B var indrettet til skydetræning og kunne forsynes med et .30 in. maskingevær. Den benyttede R-1340-AN-1 motoren, som blev standardmotoren for resten af T-6 produktionen.
Canadas Noorduyn Aviation byggede en version, også med R-1340-AN-1 motor, som blev leveret til USAAF som AT-16 - i alt 1,500 fly - og til RAF/RCAF som Harvard IIB (2,485 fly). Nogle af disse fly gjorde tjeneste ved Fleet Air Arm og Royal Canadian Navy.
- NA-88 designet resulterede i 2,970 stk. AT-6C og 2,400 stk. SNJ-4. RAF modtog 726 stk. AT-6C som Harvard IIA.

Modifikationer i det elektriske system resulterede i AT-6D (3,713 stk. produceret) og SNJ-5 (1,357 stk. produceret). AT-6D, redesigneret Harvard III, blev udleveret til RAF (351 fly) og Fleet Air Arm (564 stk.).
AT-6G (SNJ-7) blev kraftigt forbedret, fik bl.a. et nyt hydraulisk system og et styrbart halehjul, og forblev i tjeneste som avanceret træner for USAF helt ind i 1950'erne.
- NA-121 designet blev til 25 stk. AT-6F til USAAF og 931 stk. SNJ-6 til US Navy. Den sidste version, Harvard 4, blev produceret af Canada Car and Foundry i 1950'erne, og blev leveret til RCAF, USAF og Bundeswehr.

Der blev i alt bygget 15.495 stk. T-6 af alle varianter.

## Operationel historie

### Som træner
Harvard blev ikke uden grund betegnet som 'Avanceret træner'. Hvor for eksempel en Tiger Moth var relativt nem og omgængelig, var det ikke meningen at en Harvard skulle være en nydelse for eleven. Flyet ville ikke stille uovervindelige krav, men det skulle flyves omhyggeligt; en elev ville lære noget af dette fly, hvad enten han ville eller ej.
En pilot med stor forkærlighed for flyet tøvede alligevel ikke med at kalde det "En stor klods jern", brokke sig over dens elendige taxiegenskaber på jorden, og hævde at flyet besad "...den fineste samling af udfordringer der nogensinde er fundet i en militær træner..."
Et udmærket bevis på flyets kvaliteter som træner var at det blev benyttet langt ind i jetalderen til avanceret træning. Mange piloter der blev omskolet til f. eks. P-51 Mustang blev overraskede over hvor nem og ukompliceret jageren var at flyve i sammenligning med skoleflyet.
En Harvard var i øvrigt det fly der havde gjort længst tjeneste ved RAF - et enkelt fly var taget i tjeneste i 1945, og blev stadig benyttet i 1990: dets lave stallhastighed gjorde Harvard velegnet som følgefly for tests af helikoptere.

### Harvard i Danmark
Til genopbygningen af det danske flyvevåben blev der i 1946 indkøbt 26 + 10 Harvard IIA & III fly fra RAF. I 1949 købtes yderligere 5 Harvard IIB og i 20 stk. TEXAN T-6D blev i 1950 leveret som våbenhjælp fra USA. Harvard var i dansk tjeneste indtil 1959 - 1961, hvor flyene blev udfaset.
Danmark købte i første omgang 26 Mk. IIB, der blev leveret i 1946-47 fra England. Færgeflyvningerne udgik fra Pershore i Worcestershire og blev udført med danske piloter. De første ankom til Karup 19. december 1946 og de sidste til Værløse 19. september 1947.
10 Harvard IIA og III købt og leveret med skib fra Sydafrika i 1946. 3 blev samlet og gjort flyvedygtige. De fik øgenavnet "Kannibal-Harvards": alle flyene skulle have været "kannibaliseret" til reservedele.
I 1949 købtes fem Harvard IIB af det amerikanske firma The Babb Company Inc. for 30.000 kr. stk. Flyene blev sendt til hovedeftersyn hos Skandinavisk Aero Industri (producenten af "KZ" flyene) i Kastrup, inden de blev udleveret til Flyvevåbnet.
Flyveskolen på Avnø tog sig af "Elementærkursus" med bl.a. KZII og Chipmunk, Flyveskolens Overgangskursus foregik på Karup, hvor man fløj Harvard. I 1951 blev Overgangskursus flyttet til USA, og her foregik omskolingen til jetfly også.
I 1950 modtog vi 20 stk. T-6D 'Texan' som våbenhjælp fra USA, men da den videregående pilotuddannelse ophørte herhjemme i 1951, blev kun 5 taget i brug. I marts 1952 blev de sendt tilbage til USAF, der videregav dem til andre NATO-lande. 14 kom til det franske flyvevåben, en enkelt (nr. 361) endte i Spanien.
Harvard forblev i tjeneste nogle år, og anvendtes til instrumentflyvning, målflyvning o.l. indtil 1959. Flyene blev samlet i Værløse og udbudt til salg. Det lykkedes kun at sælge fire. I modsætning til Chipmunk og KZ VII var flyene for dyre i drift til at være interessante for privatpiloter.
Harvard nummer 306 (ex. RAF FH114, USAF 4212501) blev erhvervet af arkitekt Jørn Utzon som legetøj for børnene. Utzon overdrog i 1978 flyet til Danmarks Flymuseum. 

Nr. 309 blev restaureret til flyvedygtig stand, men styrtede ned 18. juni 2005 under øvelse til et flyveshow; pilot og passager blev dræbt. 

Nr 324 er udstillet i Veteranmuseet på Egeskov Slot.

### Som kampfly
Det Græske Luftvåben benyttede T-6D og G til close air support, observation, og artilleriledelse under den græske borgerkrig, og gav betydelig støtte til den Græske Hær unde slaget om Gramos. De Kommunistiske guerillaer kaldte flyene "O Galatas" ("Mælkemanden"), fordi de altid dukkede op meget tidligt om morgenen. Efter "Mælkemanden", kunne guerillaerne forvente besøg af de stærkt bevæbnede Spitfires og Helldivere.
20 stk. AT-6 Texans blev benyttet af Syriens Luftvåben i den Arabisk-Israelske krig 1948, hvor den udførte close air support for de Syriske tropper, såvel som at gennemføre angreb på Israelske flyvepladser, skibe og transportkolonner. Et enkelt fly blev skudt ned af antiluftskyts. Ved flere lejligheder blev de involveret i luftkamp, i et enkelt tilfælde lykkedes det for en agterskytte at nedskyde et Israelsk Avia S-199 jagerfly.
Israels Luftvåben indkøbte 17 Harvards, og brugte uden tab ni af dem mod Egyptiske landtropper i slutningen af 1948-krigen. Israelske Harvards angreb også Egyptiske landtropper på Sinai-halvøen. Her gik to fly tabt.
Under Koreakrigen (og i mindre grad Vietnamkrigen) blev T-6 benyttet til fremskudt angrebsledelse (kontrol af 'close air support'). Disse fly blev kaldt T-6 "Mosquito".
I Kenya brugte RAF Harvard imod Mau Mau-oprøret 1952-57. Flyene blev udrustet med 20-lb bomber og maskingeværer og sat ind mod oprørerne. Nogle af operationerne foregik i højtliggende terræn, helt op til 20,000 ft (6100 meter).
T-6G blev benyttet som let angrebsfly og COIN-fly af Frankrig under den Algeriske Krig, bevæbnet med maskingeværer, bomber og raketter. På det højeste af kampene blev der benyttet 38 fly. Den største enhed var Groupe d'Aviation Légère d'Appui 72, som havde 21 fly.
Den 16. Juni 1955 bombede Argentinske SNJ-4 Plaza de Mayo i et kupforsøg mod præsident Juan Perón, og en af dem blev skudt ned af en Gloster Meteor. SNJ-4 fra den Argentinske Flåde blev senere benyttet af colorado rebellerne i Flådeoprøret 1963. De angreb 8ne Tank Regiment den 2. og 3. April, og ødelagde adskillige M4 Sherman tanks. En SNJ blev skudt ned af antiluftskyts.
I 1957-58 benyttede det Spanske Luftvåben T-6 som COIN fly i Ifni krigen i Spansk Vestafrika. Flyene var bevæbnet med maskingeværer, bomber og raketter, og opnåede et fremragende rygte for deres pålidelighed og evne til at overleve skader.
Fra 1961 til 1975 benyttede Portugal mere end hundrede T-6G, også som COIN fly, under den Portugisiske Kolonikrig. Under denne krig havde næsten alle det Portugisiske Luftvåbens baser og flyvepladser i Angola, Mozambique, og Guinea-Bissau en afdeling T-6G.
Det Pakistanske Luftvåben benyttede i 1971-krigen T-6G til natangreb mod jordmål, og angreb hovedsageligt den Indiske hærs transportkolonner. De bedagede trænere løste deres opgaver på tilfredsstillende vis.
T-6 forblev i tjeneste som trænere for Sydafrikas Luftvåben indtil 1995, hovedsageligt på grund af de Forenede Nationers våbenembargo mod apartheid-styret. De blev erstattet af Pilatus PC-7 MkII turboprop trænere.

### Civil anvendelse
Efter 2. verdenskrig etablerede de Amerikanske National Air Races en unik konkurrenceklasse for AT-6/Texan/Harvard fly. Klassen er stadig i brug hvert år ved Reno National Air Races.
T-6 har været en flittig deltager i flystævner. Her i Danmark blev den sidst sidst set i Danish Air Show 2016, hvor fire Harvards fra Swedish Air Force Historic Flight deltog.
Det New Zealandske opvisningsteam "Roaring 40s" benytter ex-Royal New Zealand Air Force Harvards. De "Flyvende Løver", Flying Lions Aerobatic Team, benytter Harvard'er overtaget fra Sydafrikas Luftvåben.
Texan/Harvard har - takket være sit lidt anonyme udseende - ofte været benyttet som 'skuespiller' i film. Et tidligt eksempel var i A Yank in the R.A.F.(1941). Årtier senere blev modificerede T-6 malet i Japanske farver og optrådte som Mitsubishi Zero i filmene Tora! Tora! Tora! (1970) og The Final Countdown (1980), og i filmen A Bridge too Far (1977) optrådte den som Republic P-47 Thunderbolt. I den Hollandske film Soldaat van Oranje (1977) optrådte T-6 forklædt som Fokker D.XXI. I langt de fleste tilfælde måtte T-6 træde til, fordi der ikke fandtes flyvedygtige eksemplarer af de originale fly.
En Harvard 4 har mellem 2002 - 2005 været benyttet i Canada til at evaluere nye typer digitale displays. Flyets kunstflyvningsegenskaber muliggjorde at piloten kunne bringe flyet i en usædvanlig flyvestilling. Derefter ville piloten i det mørklagte bagsæde overtage styringen, og forsøge at bringe flyet under kontrol igen ved hjælp af data fra de eksperimentelle displays.

## Varianter
Der er et stort antal versioner, plus underversioner og feltmodifikationer, og alt er ikke lige godt beskrevet. Derudover er referencebøgerne ikke altid enige. Listens rigtighed bør tages med forbehold.

### BC Serien
North American BC-1
Basic Combat ("grundlæggende luftkamp") træner version - første produktionsversion med en 600hk R-1340-47 motor. Tidlige eksemplarer havde et afrundet sideror, senere eksemplarers ror var fladt i bunden. 177 bygget.
BC-1A
Nyt længere semi-monocoque skrog, ny let fremadvinklede ydre vingepaneler, mere firkantede vingetipper og trekantet sideror, 93 stk. bygget.
BC-1B
Een BC-1A udstyret med en AT-6A centersektion af vingen.
BC-1I
BC-1 konverteret til instrumentflyvnings træner, 30 stk. modificeret.
BC-2
Magen til BC-1A og AT-6, modificeret fra NA-36 med detaljer fra NA-44, 3 bladet propel.

### AT Serien (Texan)
AT-6 Texan
Advanceret Træner - samme som BC-1A med små ændringer, forsynet med en 600hk R-1340-47 motor og armeret med et fremadrettet 0.3in maskingevær. Ni stk. originalt bygget som BC-1A, i alt 85 stk. bygget.
AT-6A
Samme som AT-6, men med en 600hk R-1340-49 og aftagelige brændstoftanke i vingens centersektion. 1847 stk. bygget, heraf 298 stk. overført til United States Navy under navnet SNJ-3. Overlevende fly blev omdøbt til T-6A i 1948.
AT-6B
Samme som AT-6A, men med en 600hk R-1340-AN-1 og et ekstra bagudrettet maskingevær installeret bag cockpittet som standard. 400 stk. bygget.
AT-6C
Samme som AT-6B, men med ændringer i materialerne (en anden stållegering og krydsfiner). 2970 stk. bygget, herunder flyene der blev overført til United Kingdom under navnet Harvard III.
AT-6D
Samme som AT-6B, men med et 24V DC elektrisk system. 4388 stk. bygget, inkl. flyene der blev overført til United States Navy som SNJ-5 og til United Kingdom som Harvard IIA. Omdøbt til T-6D i 1948.
XAT-6E
En stk. AT-6D forsynet med en 575hk V-770-9 V-12 rækkemotor til eksperimentel anvendelse.
AT-6F
Samme som AT-6D, men med et forstærket stel og nogle mindre modifikationer. 956 stk. bygget inkl. flyene der blev overført til United States Navy som SNJ-6. Omdøbt til T-6F i 1948. Klar og fikseret bagerste hood. Nogle blev udleveret til USSR via Lend-Lease.
AT-16
Noorduyn-byggede lend-lease Harvards, 1800 stk. bygget.

### A-27
North American A-27
Tosædet version af AT-6 beregnet til angreb på jordmål, forsynet med en 785hk R-1820-75 motor og 5 stk. 0.3in maskingeværer (to i næsen, et i hver vinge og et bagudrettet). Navnet blev benyttet for ti fly der skulle have været leveret til Thailand, men som blev beslaglagt til tjeneste ved United States Army Air Corps.

### T-6 (Texan)
T-6A
AT-6A omdøbt i 1948.
T-6C
AT-6C omdøbt i 1948 inkl. 68 stk. genopbygget med nye serienumre.
T-6D
AT-6D omdøbt i 1948 inkl. 35 stk. genopbygget med nye serienumre.
T-6F
AT-6F omdøbt i 1948.
T-6G
Tidlig model AT-6/T-6 genopbygget mellem 1949-1953 med et forbedret cockpit layout, forøget brændstofkapacitet, styrbart halehjul, opdateret radioudstyr og en 600hk R-1340-AN-1 motor. Kan genkendes på en forsimplet rammestruktur i hood'en. 2068 stk. blev modificeret.
LT-6G
T-6G konverteret til observation og fremskudt angrebsledelse, 97 stk. blev modificeret. Fik øgenavnet Mosquito.
T-6H
T-6F konverteret til T-6G standard.
T-6J
Angiveligt skulle designationen have været anvendt for Canadisk-byggede Harvard Mk 4, men der er intet bevis for at navnet blev benyttet. Flyenes papirer og mærkningen på stellene kaldte dem Harvard 4. Leveret til Belgien, Frankrig, Italien, Portugal og Vesttyskland, i alt 285 fly blev bygget.
KN-1
En enkelt T-6F, skadet i et uheld under Koreakrigen og genopbygget som pontonfly af Sydkoreas flåde.

### NJ/SNJ Texan
NJ-1
United States Navy avanceret træner, forsynet med en 550hk Pratt & Whitney R-1340-6. Nogle senere opgraderet med nyere versioner af R-1340. Magen til BT-9, i alt 40 stk. bygget.
SNJ-1
Magen til Harvard I, men med BC-1 centersektion af vingen, metalbeklædt skrog og vinge fra en sen type T-6. 16 stk. bygget.
SNJ-2
Samme som SNJ-1, men med en R-1340-56 motor og ændrede luftindtag til karburator og oliekøler. 61 stk. bygget.
SNJ-3
Samme som AT-6A. 270 stk. nybygget og 296 overført fra USAAC.
SNJ-3C
SNJ-3 konverteret med halekrog til at træne hangarskibslandinger. 12 stk. modificeret.
SNJ-4
Samme som AT-6C, 1240 stk. bygget.
SNJ-4C
SNJ-4 konverteret med halekrog til at træne hangarskibslandinger.
SNJ-5
AT-6D overført fra USAAC, i alt 1573 fly.
SNJ-5C
SNJ-5 konverteret med halekrog til at træne hangarskibslandinger.
SNJ-6
AT-6F overført fra USAAF, 411 fly.
SNJ-7
Tidlige typer opgraderet til T-6G standard i 1952.
SNJ-7B
En bevæbnet variant af SNJ-7.
SNJ-8
Ikke bygget: ordrer på 240 stk. blev aflyst.

### Harvard
Harvard I
Magen til BC-1, men uden agterste maskingevær og med en 600hk R-1340-S3H1 motor. 400 fly bygget.
Harvard II
Magen til BC-1A, 526 stk. bygget, også uden agterste maskingevær.
Harvard IIA (RAF & Commonwealth)
AT-6C, mange havde bageste del af skroget dækket af krydsfiner da de blev leveret.
Harvard IIA (RCAF)
Bevæbnet Harvard II - en hvilken som helst RCAF Harvard II eller IIB udstyret med maskingeværer, raketter eller bomber.
Harvard IIB
Noorduyn-byggede Mk.II, nogle bestilt fra US under navnet AT-16 for lend-lease. 1800 stk. tilbageført fra USAAF og 757 stk. ekstra bygget.
Harvard T.T. IIB
Target Tug (skydemålsslæber) - 42 fly bygget for RAF af Noorduyn. Antallet sandsynligvis inkluderet i totalantallet for Mk.II.
Harvard IIF
Bombe/skydetræner - et enkelt fly modificeret fra en Mk.II, udstyret med en bombeskyttes hood og et AT-6 cockpit.
Harvard III
AT-6D, 537 fly leveret til RAF.
Harvard 4
Canadisk videreudvikling af Harvard II, parallelt med T-6G, og bygget af Canadian Car & Foundry, 270 stk. til RCAF og 285 stk. til USAF. Nogle kilder kalder denne model for T-6J, men flyets datablade benytter ikke dette navn.
Harvard 4K
Belgisk designation for Harvard II og III der er nogenlunde opdateret til Harvard 4 specifikationerne.
Harvard 4KA
Belgisk designation for en bevæbnet variant af 4K.

## Operatører
Argentina
- Argentinas Hærs Flyverafdeling (spansk: Comando de Aviación Ejército Argentino) - SNJ-4 (antal ukendt)
- Argentinas Flådes Flyverafdeling (spansk: Comando de Aviación Naval Argentina) - SNJ-4 og 30 SNJ-5C til anvendelse på hangarskibe.

 Belgien
- Det Belgiske Luftvåben (nederlandsk: Luchtcomponent, fransk: Composante air) (antal ukendt)

 Biafra
- Biafras Luftvåben - 4 stk. T-6G, en heraf gik tabt da den blev fløjet til landet.

 Bolivia
- Bolivia's Luftvåben (spansk: Fuerza Aérea Boliviana, FAB) (antal ukendt)

 Brasilien
- Brasiliens Luftvåben (Brazilian Air Force, portugisisk: Força Aérea Brasileira, FAB) (antal ukendt)

 Canada
- Det canadiske luftvåben (Royal Canadian Air Force) (antal ukendt)
- Den Kongelige Canadiske Flåde (Royal Canadian Navy) (antal ukendt)

 Chile
- Den Chilenske Hær (spansk: Ejército de Chile) (antal ukendt)

 Colombia
- Colombias Luftvåben ((spansk: Fuerza Aérea Colombiana, FAC)) (antal ukendt)

 Congo
- Congo's Luftvåben (Congolese Air Force) (antal ukendt)

 Cuba
- Cubas Luftvåben (Cuban Revolutionary Air and Air Defense Force, spansk: Defensa Anti-Aérea Y Fuerza Aérea Revolucionaria, DAAFAR) (antal ukendt)

 Danmark
- Flyvevåbnet - i alt 61 Harvards modtaget fra forskellige kilder, kun 39 benyttet - resten brugt til reservedele.[13]

 Dominikanske Republik
- Det Dominikanske Luftvåben (spansk: Fuerza Aérea de República Dominicana) (antal ukendt)

 El Salvador
- Det Salvadorianske Luftvåben (spansk: Fuerza Aérea de El Salvador) (antal ukendt)

 Frankrig
- Det franske luftvåben (fransk: Armée de l'air) (antal ukendt)

 Filippinerne
- Filippinernes Luftvåben (Philippine Air Force (PAF); Tagalog: Hukbong Himpapawid ng Pilipinas; spansk: Fuerza Aérea Filipina) (antal ukendt)

 Gabon
- Gabons Luftvåben (antal ukendt)

 Greece
- Grækenlands Luftvåben (Hellenic Air Force (HAF) græsk: Πολεμική Αεροπορία, Polemikí Aeroporía) (antal ukendt)

 Haiti
- Haitis Væbnede Styrker (Armed Forces of Haiti, fransk:  Forces Armées d'Haïti, FAd'H) (antal ukendt)

 Holland
- Det hollandske luftvåben (Royal Netherlands Air Force (RNLAF), nederlandsk: Koninklijke Luchtmacht, KLu) (antal ukendt)
- Den Hollandske Flådes Lufttjeneste (Netherlands Naval Aviation Service, nederlandsk: Marine-Luchtvaartdienst, MLD) (antal ukendt)

 Hong Kong
- RAF Hong Kong (Royal Hong Kong Auxiliary Air Force, RHKAAF) - 11 stk. Harvard IIB i brug i årene 1950 - 1958

 Honduras
- Honduras' Luftvåben (Armed Forces of Honduras, spansk: Fuerzas Armadas de Honduras) (antal ukendt)

 Indien
- Indiens Luftvåben ('Royal Indian Air Force', senere 'Indian Air Force', (Sanskrit) भारतीय वायु सेना, Bhāratīya Vāyu Senā) - Harvard Mk.II og Mk.4, Texan T-6G i årene 1942 - 1973, antal ukendt

 Indonesien
- Indonesiens Luftvåben (Indonesian Air Force, indonesisk: Tentara Nasional Indonesia-Angkatan Udara, TNI–AU) - Tidligere Hollandske fly, antal ukendt.

 Iran
- Det iranske luftvåben (Imperial Iranian Air Force (IIAF)) (antal ukendt)

 Israel
- Israels Luftvåben (Heyl Ha'Avir hebraisk: זרוע האוויר והחלל, Zroa HaAvir VeHaḤalal) (antal ukendt)

 Italien
- Italiens Luftvåben (Italian Air Force, italiensk: Aeronautica Militare; AM) - benyttede 238 fly fra 1949 - 1979[14]

 Japan
- Japans Luftvåben (Japan Air Self-Defense Force (航空自衛隊 Kōkū Jieitai), JASDF) (antal ukendt)
- Japans Flåde (Japan Maritime Self-Defense Force (海上自衛隊 Kaijō Jieitai), JMSDF) (antal ukendt)

Katanga
- Katangas Luftvåben (Force Aérienne Katangaise)[15] - 8 stk. AT-6 Texan, benyttet 1960 - 1963

 Libanon
- Det Libanesiske Luftvåben (Lebanese Air Force (LAF), (arabisk: القوات الجوية اللبنانية Al Quwwat al-Jawwiya al-Lubnaniyya)) (antal ukendt)

 Laos
- Det Kongelige Laotiske Luftvåben (Royal Lao Air Force, (fransk: Aviation royale laotiènne – AVRL) (antal ukendt)

 Mexico
- Mexico's Luftvåben (Mexican Air Force, spansk: Fuerza Aérea Mexicana (FAM)) - 120 stk. leveret, 47 stk. AT-6 og 73 stk. T-6C

 Marokko
- Royal Moroccan Air Force (Royal Moroccan Air Force (RMAF), (arabisk: القوات الجوية الملكية; Berber: Adwas ujenna ageldan; French: Forces royales air) (antal ukendt)

 Mozambique
- Mozambiques Luftvåben (Mozambique Air Force, portugisisk: Forca Aérea de Moçambique, FAM) (antal ukendt)

 New Zealand
- Det newzealandske luftvåben (Royal New Zealand Air Force (RNZAF), Maori: Te Tauaarangi o Aotearoa) - 1 fly vedligeholdt i flyvedygtig stand. Totalt antal ukendt.

 Norge
- Det norske luftvåben (norsk: Luftforsvaret) - 1 fly vedligeholdt i flyvedygtig stand. Totalt antal ukendt.

 Nicaragua
- Nicaraguas Luftvåben (Nicaraguan Air Force, spansk: Fuerza Aérea de Nicaragua, FAN) (antal ukendt)

 Pakistan
- Det Pakistanske Luftvåben (Pakistan Air Force (PAF), urdu: پاک فِضائیہ) (antal ukendt)

 Paraguay
- Paraguays Luftvåben (Paraguayan Air Force) - anvendt som avanceret træner og til angreb på jordmål. Antal ukendt.
- Paraguays Flådes Flyvetjeneste (Paraguayan Naval Aviation) (antal ukendt)

 Portugal
- Det Portugisiske Luftvåben (Portuguese Air Force; portugisisk: Força Aérea Portuguesa, FAP) (antal ukendt)
- Den Portugisiske Flådes Flyvetjeneste (Portuguese Naval Aviation; portugisisk: Aviação Naval Portuguesa) (antal ukendt)

 Saudi-Arabien
- Det Kongelige Saudiarabiske Luftvåben (Royal Saudi Air Force, RSAF; (arabisk: القوات الـجوية الـملكية الـسعودية, al-quwwāt al-ğawwiyyah al-malakiyyah as-suʿūdiyyah)) (antal ukendt)

 Schweiz
- Schweiz' Luftvåben (tysk: Schweizer Luftwaffe; fransk: Forces aériennes suisses; italiensk: Forze aeree svizzere; rætoromansk: Aviatica militara svizra) (antal ukendt)

 Sovjetunionen
- Sovjetunionens Luftvåben (russisk: Военно-воздушные силы СССР, tr. Vojenno-vozdusjnyje sily SSSR) - Antal fly ukendt.

 Spanien
- Spaniens Luftvåben (Spanish Air Force, SPAF; spansk: Ejército del Aire)) (antal ukendt)

 Storbritannien
- Royal Air Force (antal ukendt)
- Royal Navy (antal ukendt)

 Sverige
- Det svenske flyvevåben (svensk: Flygvapnet) - 145 stk. Harvard IIb kaldet 'Sk 16A', 106 stk. T-6A, T-6B, SNJ-3, SNJ-4 kaldet 'Sk 16B' og 6 stk. SNJ-2 som 'Sk 16C'.

 Sydafrika
- Sydafrikas Luftvåben (South African Air Force, SAAF) (antal ukendt)

 Sydkorea
- Den Koreanske Republiks Luftvåben (Republic of Korea Air Force (ROKAF), koreansk: 대한민국 공군; Hanja: 大韓民國 空軍; Daehanminguk Gong-gun) (antal ukendt)

 Sydrhodesia
- Sydrhodesias Luftvåben (Royal Rhodesian Air Force, RRAF) - Seks Harvard trænere.

 Sydvietnam
- SydVietnams Luftvåben (South Vietnam Air Force eller Vietnam Air Force, VNAF; Vietnamesisk: Không lực Việt Nam Cộng hòa, KLVNCH) (antal ukendt)

 Syrien
- Syriens Luftvåben (The Syrian Arab Air Force; arabisk: القوات الجوية العربية السورية, Al Quwwat al-Jawwiyah al Arabiya as-Souriya) (antal ukendt)

 Taiwan
- Taiwans Luftvåben (Republic of China Air Force (ROCAF), kinesisk: 中華民國空軍; pinyin: Zhōnghuá Mínguó Kōngjūn) (antal ukendt)

 Thailand
- Det Kongelige Thailandske Luftvåben (Royal Thai Air Force, RTAF; thai: กองทัพอากาศไทย, Kong Thap Akat Thai)) (antal ukendt)

 Tunesien
- Tunisian Air Force (Tunisian Air Force; arabisk: القوات الجوية التونسية, El Quwat ej-Jawiya et'Tunsia) (antal ukendt)

 Tyrkiet
- Tyrkiets Luftvåben (Turkish Air Force; tyrkisk: Türk Hava Kuvvetleri) - 196 fly af forskellige typer

 Tyskland
- Tysklands Luftvåben (Luftwaffe) (antal ukendt)

 United States
- United States Army Air Corps/Army Air Forces
- United States Air Force
- United States Navy
- United States Marine Corps
- United States Coast Guard

 Uruguay
- Uruguays Luftvåben (Uruguayan Air Force; spansk: Fuerza Aérea Uruguaya) (antal ukendt)
- Uruguays Flådes Flyvetjeneste (Uruguayan Naval Aviation; spansk: Aviación Naval Uruguaya, ANU) (antal ukendt)

 Venezuela
- Venezuelan Air Force (Venezuelan Air Force; spansk: Fuerza Aérea Venezolana, FAV) - antal ukendt

- Jugoslaviens Luftvåben (SFR Yugoslav Air Force; serbokroatisk: Jugoslavensko Ratno zrakoplovstvo, Југословенско Ратно ваздухопловство) (antal ukendt)

 Zaire
- Zaires Luftvåben - antal ukendt

 Østrig
- Østrigs Luftvåben (tysk: Österreichische Luftstreitkräfte) (antal ukendt)

## Specifikationer (T-6G)
| Besætning:       | 2                                | Elev og Instruktør |
| Længde:          | 29 ft.                           | 8,84 m             |
| Højde:           | 11 ft. 8 in.                     | 3,57 m             |
| Spændvidde:      | 42 ft.                           | 12,81 m            |
| Vingeareal:      | 253.7 ft²                        | 23,6 m²            |
| Tomvægt:         | 4,158 lb                         | 1.886 kg           |
| Max. vægt:       | 5,617 lb                         | 2.548 kg           |
| Motor:           | Pratt & Whitney R-1340-AN-1 Wasp | Stjernemotor       |
| Effekt:          | 600 hk                           | 450 kW             |
| Propel:          | 1 stk.                           | 2-bladet           |
| Max. fart:       | 208 mph @ 5,000 ft               | 335 km/t @ 1,500 m |
| Marchfart:       | 145 mph                          | 233 km/t           |
| Rækkevidde:      | 730 miles                        | 1,175 km           |
| Max.flyvehøjde:  | 24,200 ft.                       | 7.400 m            |
| Stigehastighed:  | 1200ft/min                       | 6,1 m/s            |
| Vingebelastning: | 22.2 lb/ft²                      | 108 kg/m²          |
| Effekt/masse:    | 0.11 hk/lb                       |                    |
| Bevæbning:       | Op til 3 stk. 0.30 in (7.62 mm)  | maskingeværer      |